# Brian Chesky
Brian Joseph Chesky (Niskayuna, 29 de agosto de 1981) es un empresario y diseñador industrial estadounidense. Es cofundador y director ejecutivo del servicio de alojamiento peer-to-peer, Airbnb. Chesky fue nombrada una de las "100 personas más influyentes de 2015" por la revista Time.

## Primeros años
Brian Chesky nació el 29 de agosto de 1981 en Niskayuna, Nueva York siendo hijo de Deborah y Robert H. Chesky. Su padre es de ascendencia polaca y su madre de origen italiano. Los padres de Chesky eran ambos trabajadores sociales. Tiene una hermana menor, Allison. Cuando era niño, Chesky estaba interesado en el arte, dibujar réplicas de pinturas y diseñar, rediseñar zapatos y juguetes. Más tarde se interesó por la arquitectura y el diseño del paisaje.
En 1999, Chesky comenzó a asistir a la Escuela de Diseño de Rhode Island (RISD). Recibió su Licenciatura en Bellas Artes en diseño industrial en 2004. Durante su tiempo en RISD, Chesky conoció a Joe Gebbia, quien más tarde sería uno de los cofundadores de Airbnb.

## Carrera profesional
Después de asistir a la universidad, Chesky trabajó como diseñador industrial y estratega en 3DID, Inc. en Los Ángeles. En 2007, se mudó a San Francisco donde compartió piso con Gebbia. En octubre de 2007, la Industrial Designers Society of America estaba organizando una conferencia en San Francisco y se reservaron todas las habitaciones de hotel. La pareja no podía pagar el alquiler del mes y decidió alquilar su apartamento por dinero. Compraron tres colchones de aire y comercializaron esta idea como "Colchón de aire y desayuno", con tres huéspedes que se quedaron la primera noche.
En febrero de 2008, el arquitecto técnico y graduado de Harvard Nathan Blecharczyk se convirtió en el tercer cofundador de Airbnb. Cada cofundador asumió un rol dentro de la nueva compañía, y Chesky se convirtió en el líder y director ejecutivo. Para recibir fondos, Chesky y sus cofundadores crearon cereales de edición especial llamados "Obama O's" y "Cap'n McCains", basados en los candidatos presidenciales Barack Obama y John McCain. Impresionado por las cajas de cereales, la aceleradora Y Combinator aceptó a Airbnb en su programa de financiación inicial. En su primer año, la empresa comenzó a internacionalizarse y abrió varias oficinas en Europa. En 2011, Chesky escribió una carta en nombre de la compañía por su manejo de una queja de un residente sobre vandalismo de inquilinos al anunciar una línea directa las 24 horas, personal adicional de apoyo y una garantía por robo o vandalismo. En 2015, Chesky anunció que Airbnb era patrocinador oficial de los Juegos Olímpicos de Verano de 2016 en Río de Janeiro, Brasil. Dijo que más de 120.000 personas se habían alojado en casas de Airbnb durante la Copa Mundial de la FIFA 2014. A diciembre de 2020, Airbnb tiene una valoración de $100 mil millones.
Chesky le dijo al podcast Recode Decode de Kara Swisher que tiene una llamada telefónica de "registro regular permanente" con el expresidente de Estados Unidos, Barack Obama.

### Filantropía
El 11 de junio de 2016, Chesky se unió a Warren Buffett y Bill Gates en 'The Giving Pledge', un grupo de multimillonarios que se han comprometido a donar la mayor parte de su riqueza.

## Reconocimientos
En 2015, Chesky fue incluido en la lista de Forbes de los empresarios menores de 40 años más ricos de Estados Unidos. Chesky fue reconocido entre las 100 personas más influyentes en mayo de ese mismo año.
El expresidente Obama nombró a Chesky Embajador del Emprendimiento Global. En 2016, también fue incluido en la lista Youngest Forbes 400.

## Vida personal
Chesky no está casado. Anteriormente estuvo en una relación con la artista Elissa Patel.